# ジョン・ロバートソン・ダイガン

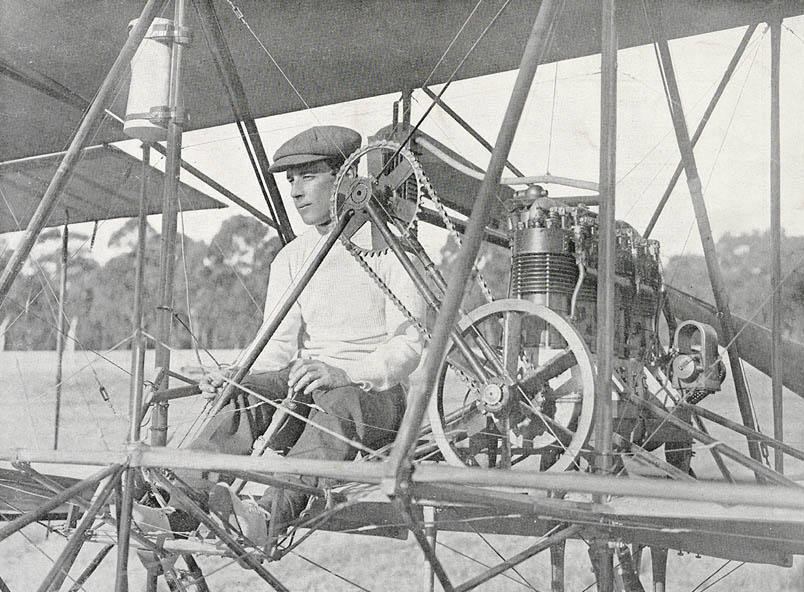
最初の動力機を操縦するダイガン

ジョン・ロバートソン・ダイガン（John Robertson Duigan 、1882年5月31日 - 1951年6月11日）はオーストラリアの航空パイオニアで、オーストラリアで最初の航空機を造り、飛行した人物。
ビクトリア州のテラング（Terang ）に生まれた。電気工学をロンドンのフィンズベリ・カレッジで学んで、故郷に戻った。1908年から航空の研究を始めグライダーを造った後、動力機の実験を始めた。1910年7月16日、推進式の複葉機で7mの飛行を行った。1912年に2機目の牽引式の複葉機を製作したが、1913年2月に墜落し、ダイガンは怪我を負った。それ以後飛行機の製作はやめた。その年の11月に看護婦のキャサリン・コーニーと結婚した。

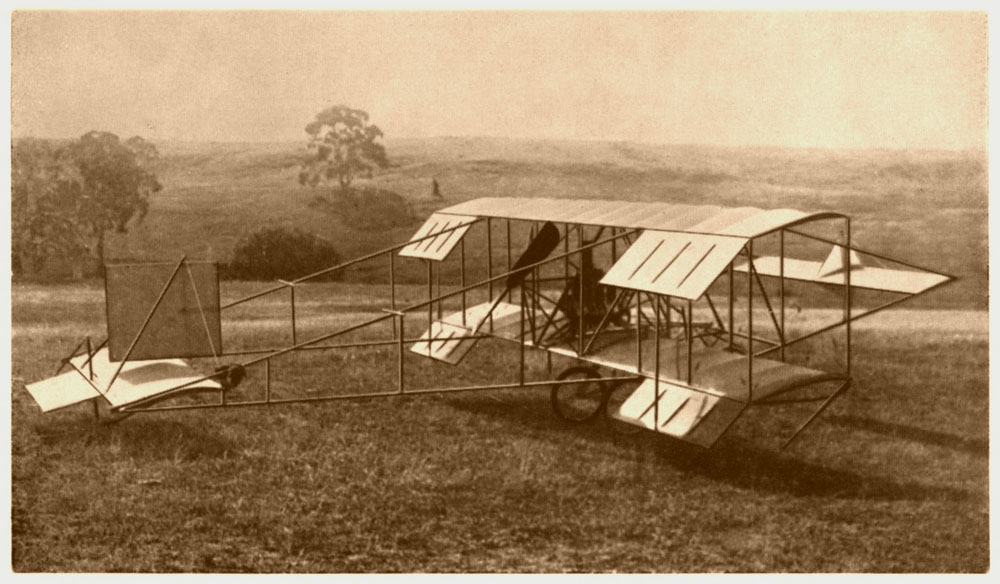
ダイガンの推進式飛行機

1916年3月14日、オーストラリア空軍に入隊し、中尉に任じられた。1917年イギリスに派遣され、大尉に昇進した。フランス戦線に出撃し、ヴィレス・ブルトヌーで4機のドイツ機に攻撃された戦闘の後、十字章を受勲した。何箇所かの負傷をしながら1機を撃墜し、無事生還した。
1919年に退役してメルボルンで技術者に戻った。1928年にヤラウォンガ（Yarrawonga）に工場を作った。1941年に空軍に戻り、戦争の終わるまで補給部門で働いた。
1960年に最初に飛行した場所の近くに記念碑が建てられた。